# Nicolas de Staël
Nicolas de Staël (5. ledna 1914, Petrohrad – 16. března 1955, Antibes) byl francouzský malíř, narozený v Rusku. Jeho tvůrčí období zahrnuje pouze necelých 15 let, během nichž vytvořil více než tisíc pláten.

## Život a tvorba
Nicolas de Staël se narodil 5. ledna 1914 (podle juliánského kalendáře 23. prosince 1913) v Petrohradu, jeho otec Vladimir Ivanovič de Staël-Holstein byl armádním generálem. V důsledku Říjnové socialistické revoluce byla rodina nucena uprchnout pryč z Ruska a usadila se v Polsku, kde oba malířovi rodiče záhy zemřeli. Nicolas a jeho dvě sestry byli svěřeni do péče rodinné přítelkyně, která sourozence poslala na studia do Bruselu.
Nicolas v Bruselu vystudoval jezuitské gymnázium a v roce 1932 se zapsal ke studiu na bruselské Královské akademii krásných umění. Během studií navštívil Francii, kde se seznámil s díly Cézanna, Matisse nebo Braqua, a také Španělsko, kde na něj udělala velký dojem díla El Greca. Po ukončení studií na Akademii v roce 1935 se setkal s malířkou Jeannine Guillou a společně cestovali do Maroka, Alžírska a následně do Itálie. Roku 1938 se vrátili do Francie a společně se usadili v Paříži, kde de Staël pobýval v ateliéru Fernanda Légera.
S počátkem druhé světové války narukoval do armády, už v září 1940 byl ale propuštěn a spolu s Jeannine pobýval v Nice. Zde se pár setkal se Soniou a Robertem Delaunayovými, Jeanem Arpem nebo Le Corbusierem. V Nice strávili tři roky, a právě zde měl Nicolas de Staël první stálý ateliér. Maloval v horečnatých návalech tvořivosti a v následné depresi svá díla často ničil. V roce 1942 se Nicolasovi a Jeannine narodila dcera Anne a Nicolas namaloval několik portrétů své družky, která byla tou dobou už vážně nemocná.
Rok 1942 bývá označován jako zlom v jeho tvorbě, kdy se od figurativní malby obrátil k abstraktní. V jeho pojetí ovšem nikdy nebyla abstrakce a figurace v protikladu – „malba může být abstraktní a figurativní zároveň“, prohlásil v roce 1952. Roku 1943 se rodina usadila v Paříži, kde Nicolas vystavoval na skupinových i individuálních výstavách, které ovšem nebyly příliš úspěšné a prodalo se jen několik málo jeho pláten. Rodina na tom byla finančně špatně a přežívala v podstatě pouze díky podpoře přátel. De Staël se zde seznámil s Georgesem Braquem a stali se z nich blízcí přátelé. V roce 1946 Jeannine zemřela a Nicolas si vzal její vzdálenou příbuznou Françoise Chapouton, která mu v následujících letech porodila dceru a dva syny. Na konci 40. let se Nicolas de Staël účastnil několika skupinových výstav.  
V roce 1950 pařížské Muzeum moderního umění koupilo první de Staëlovo plátno, o rok později se konala jeho první výstava v New Yorku. I ve Francii mu začalo být věnováno více pozornosti. V roce 1951 se také seznámil s básníkem René Charem, pro jehož knihy vytvořil několik ilustrací, a navštívil Ravennu. Znalost zdejších raně křesťanských mozaik ovlivnila jeho následující dílo. Další výraznou inspirací byl pro de Staëla fotbalový zápas mezi Francií a Švédskem, jehož byl svědkem roku 1952 v Parc des Princes v Paříži. Barvy, pohyb a světlo této podívané jej okouzlily a následně vytvořil několik maleb s námětem fotbalového zápasu.
Léto roku 1952 strávil na Azurovém pobřeží a intenzita středomořského slunce jej nadchla. V následujících letech několikrát pobýval nejen na pobřeží Středozemního, ale také Severního moře a vytvořil několik abstrahovaných přímořských krajin. Jeho paleta se v té době prozářila a našel další inspiraci – v hudbě. Začal se zajímat o soudobou hudbu a jazz a na základě poslechů komponoval své malby. V této době už byl vskutku úspěšným umělcem – znovu vystavoval v New Yorku a díky obchodníku s uměním Paulu Rosenbergovi mohl několik svých děl v USA prodat. O jeho díla byl ve Státech tak velký zájem, že de Staël téměř nestíhal pokrývat poptávku. Dodnes se řada jeho děl nachází v amerických muzeích a galeriích.
V září 1954 se usadil v Antibes, kde intenzivně pracoval na přípravě pro dvě výstavy – jednu v Galerii Jacquese Dubourga, druhou v muzeu v Antibes. Vytvořil zde několik aktů, pro které mu stála modelem Jeanne Mathieu, do které se patrně vášnivě zamiloval. Jeho styl se trochu proměnil – barvy začal více ředit, už je nenanášel na plátno špachtlí v tlustých vrstvách. S Françoise se definitivně rozešel a zůstal v Antibes zcela sám. V posledních měsících svého života zde v ohromném tvůrčím zápalu vytvořil na 350 maleb. Stále bojoval s depresemi a jeho vnitřní neklid ještě vzrostl poté, co se s ním Jeanne odmítla dále setkávat. V březnu roku 1955 ukončil svůj život skokem z terasy svého ateliéru. Těsně předtím napsal poslední dva dopisy – Jacquesi Dubourgovi a své dceři Anne, které bylo 13 let.  

## Dílo
De Staëlův styl se během nedlouho trvající kariéry neustále proměňoval a je tak těžké jej nějak postihnout. Často je přiřazován k umělcům nové pařížské školy a informelu. Pro jeho dílo je charakteristická snaha tvořit na pomezí abstrakce a figurace, maloval zejména kompozice a abstrahované krajiny založené na souhře barev, které na plátno skládal ve velkých plochách. Jeho malba se vyznačuje hutnou pastózní vrstvou barvy, kterou nanášel špachtlí v expresivních tazích. Až v samém v závěru tvorby používal barvu zředěnější.  
Svůj vlastní výraz našel na počátku 40. let. Pro díla z této doby je typická nevýrazná barevnost, nejčastěji kombinace šedé, hnědé a tmavě červené. Jeho paleta se začala prozařovat s počátkem 50. let, kdy plátnům začaly dominovat výrazné akcenty červené nebo oranžové a mnohem světlejší odstíny. Výraznost a zářivost pozdních děl nepochybně souvisí s jeho přímořskými pobyty. De Staël se vždy snažil zaznamenat světlo a barevnost daného místa, jeho pojetí krajiny je ve svém jádru vlastně impresionistické – nevnímal ji topograficky, ale atmosféricky, smyslově.
Svá díla pojmenovával velmi jednoduše, často se objevují názvy „Krajina“, „Kompozice“ či „Zátiší“ a nezřídka plátna označoval také místem, v němž vznikla.
Dochovalo se přes tisíc de Staëlových maleb, kreseb a koláží, které se dnes nacházejí v muzeích, galeriích a soukromých sbírkách po celém světě. Během života nebyl jeho umělecký přínos plně doceněn, obdivovatele našel zejména v USA, kde se po jeho smrti konalo několik výstav jeho děl. První velká retrospektivní výstava de Staëlova díla proběhla v roce 1956 v Muzeu moderního umění v Paříži.

### Seznam vybraných děl
- Portrét Jeannine / Portrait de Jeannine (1941–1942), 81×60 cm, soukromá sbírka[6]
- Bouřka / L’Orage (1945), olej na plátně, 130×90 cm, soukromá sbírka[7]
- Kompozice / Composition (1949), olej na plátně, 162×114 cm, Musée national d’art moderne, Paříž[7]
- Kompozice / Composition (1950), olej na plátně, 125×80 cm, The Tate Gallery, Londýn[7]
- Střechy / Les Toits (1952), olej na dřevěné desce, 200×150 cm, Musée national d’art moderne, Paříž[8]
- Série „Fotbalisté“ / „Les Footballeurs“ (1952)[7]
- Muzikanti / Les Musiciens (1953), olej na plátně, 162,2×114,3 cm, The Phillips Collection, Washington[7]
- Krajina, Antibes / Paysage, Antibes (1955), olej na plátně, 116×89 cm, MuMa, Le Havre[8]
- Koncert / Le Concert (1955), olej na plátně, 350×600 cm[7]
- Ležící akt / Nu couché (1955), olej na plátně, 114×162 cm, soukromá sbírka[7]